# Palacio Izrael Poznański
El Palacio Izrael Poznański en polaco: Pałac Izraela Poznańskiego) es un palacio del siglo XIX en Łódź, Polonia. Inicialmente el sitio de un edificio de viviendas, la propiedad se transformó en una residencia de estilo neorrenacentista y neobarroco durante los años 1888 a 1903.

## Historia
La historia del palacio se remonta a la década de 1860. En esa época llegó Kalman Poznański, un comerciante polaco-judío procedente de Kowal, en la región de Cuyavia, y comenzó a vivir en Łódź. Kalman puso en marcha una industria de algodón, pero no tuvo éxito. Sin embargo, cuando su hijo Izrael Poznański (1833-1900) se hizo cargo del negocio, se produjo una fenomenal subida del precio del algodón en todo el mundo. Izrael hizo una fortuna con el algodón y gastó gran parte de sus ganancias en el palacio, que acabó llevando su nombre.
Cuando Izrael Poznański adquirió el solar del palacio, ya existía un modesto edificio de dos plantas. Renovó y amplió el edificio para convertirlo en una gran residencia. Inspirándose en el neorrenacimiento francés, el arquitecto Hilary Majewski (y más tarde Adolf Zeligson, que modificó el edificio) diseñó una morada convenientemente fastuosa que debía ser la residencia de Poznański, uno de los industriales clave que impulsó la revolución textil en Łódź. El palacio se caracterizaba por su opulencia y su gran tamaño, y se distinguía de las residencias de los alrededores. El palacio también destaca por su diseño en forma de L. Otra característica del palacio es el ala sur, rematada con los altos tejados abovedados. También contaba con jardines llenos de "fenómenos botánicos" tan raros en el país que sus nombres en latín no tenían un equivalente polaco en la época, un campo de tiro y exteriores con majestuosas cúpulas, adornos extravagantes y esculturas que representaban alegorías de la industria. En el interior, un salón de baile, una cámara de espejos y un jardín de invierno con techo de cristal se añadieron a la disposición laberíntica. La decoración interior del gran comedor y del salón de baile fue diseñada por el famoso artista y pintor Samuel Hirszenberg.
Antes del estallido de la Segunda Guerra Mundial, los miembros de la familia Poznański emigraron a Europa Occidental. Durante la ocupación alemana, el palacio sirvió como cuartel general de las autoridades alemanas nazis. Después de la guerra, el edificio sirvió como sede de la oficina del voivodato.
Desde 1975, el palacio alberga el Museo de la Ciudad de Łódź ( Muzeum Miasta Łodzi ). El museo posee ricas colecciones de numismática, iconografía, pintura, escultura, gráfica, libros y manuscritos. El palacio sirvió como escenario para una serie de películas, entre las que destaca la película dramática de Andrzej Wajda de 1975, nominada al Premio de la Academia, La tierra prometida.

## Tiempos modernos
En 2015, el palacio se incluyó oficialmente en la Lista de Monumentos Históricos de Polonia. En 2017 se inició el proceso de revitalización del palacio y comenzaron las obras de renovación de la fachada del palacio. La renovación del palacio se completó en 2020 en el 200 aniversario de la "Łódź moderna" y el edificio "(ha) recuperado su posición como una de las estructuras urbanas más magníficas de la nación."

## Galería

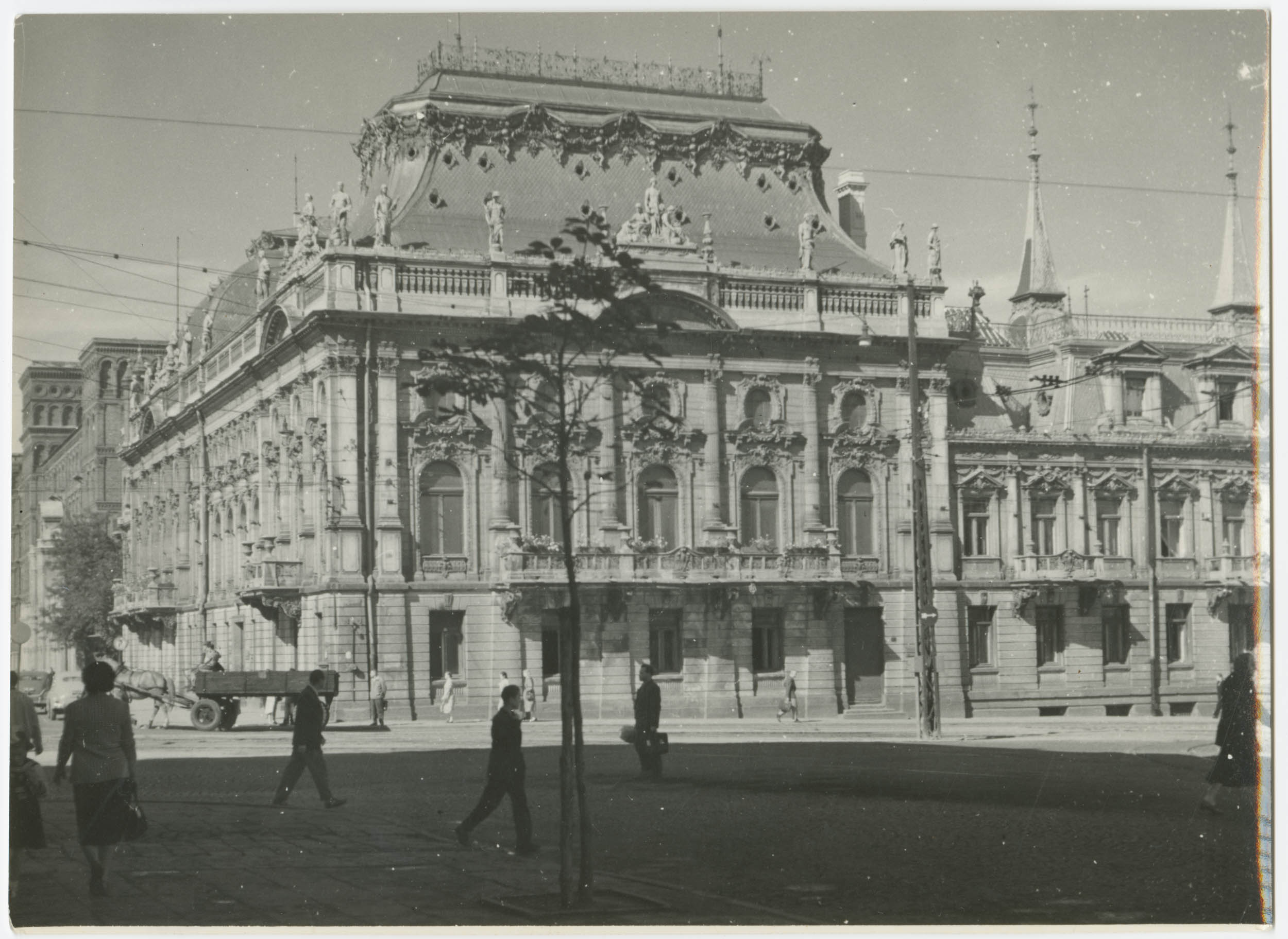
Palacio Izrael Poznański en la década de 1950
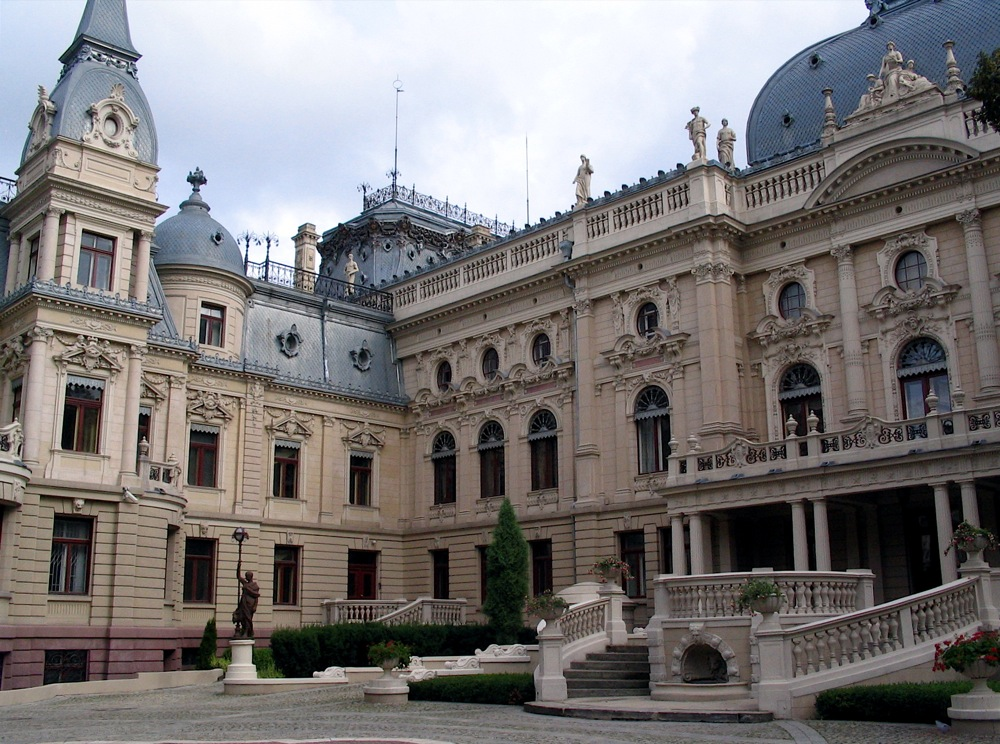
Vista desde los jardines del palacio
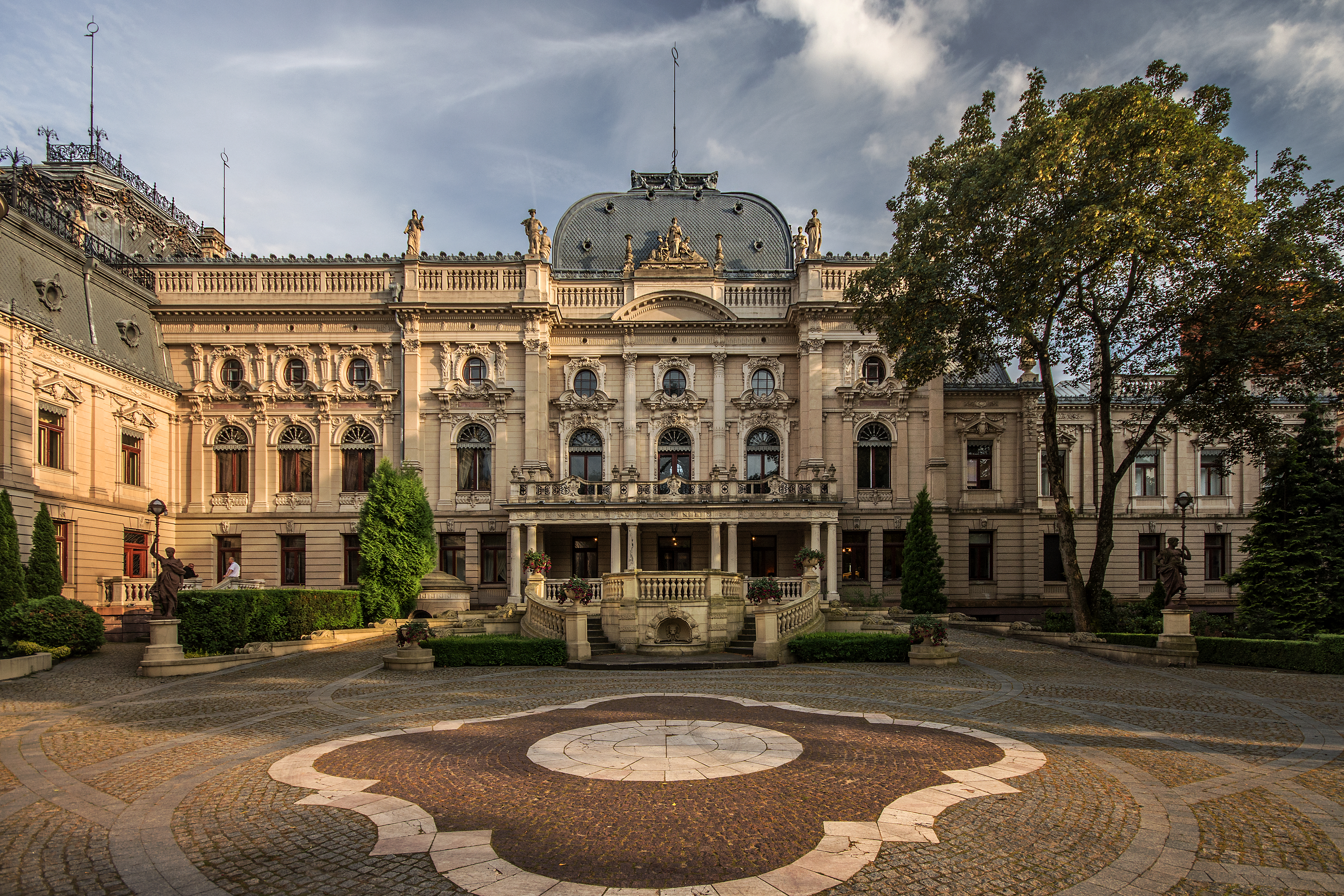
Entrada desde los jardines del palacio.
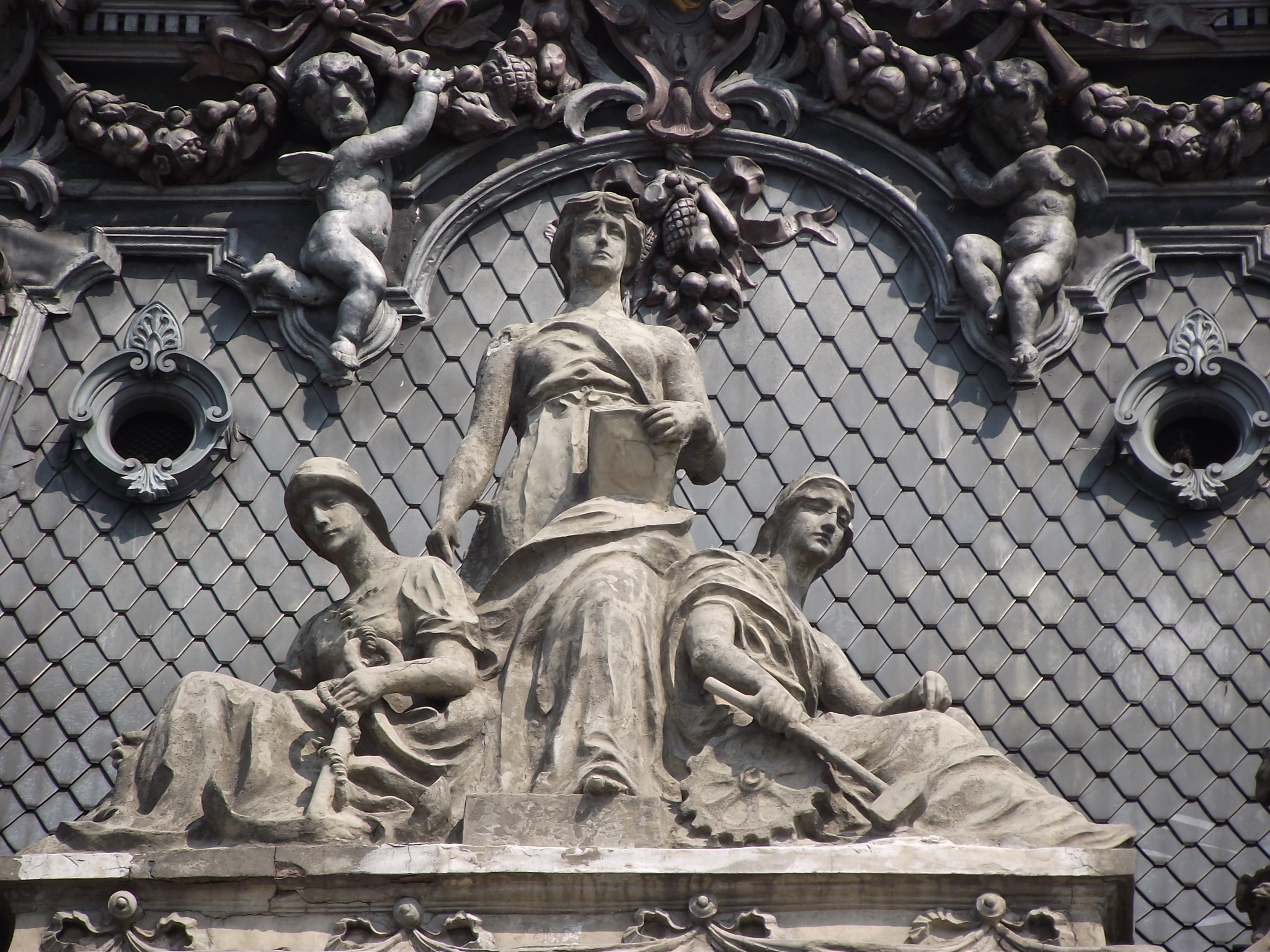
Detalle de decoración
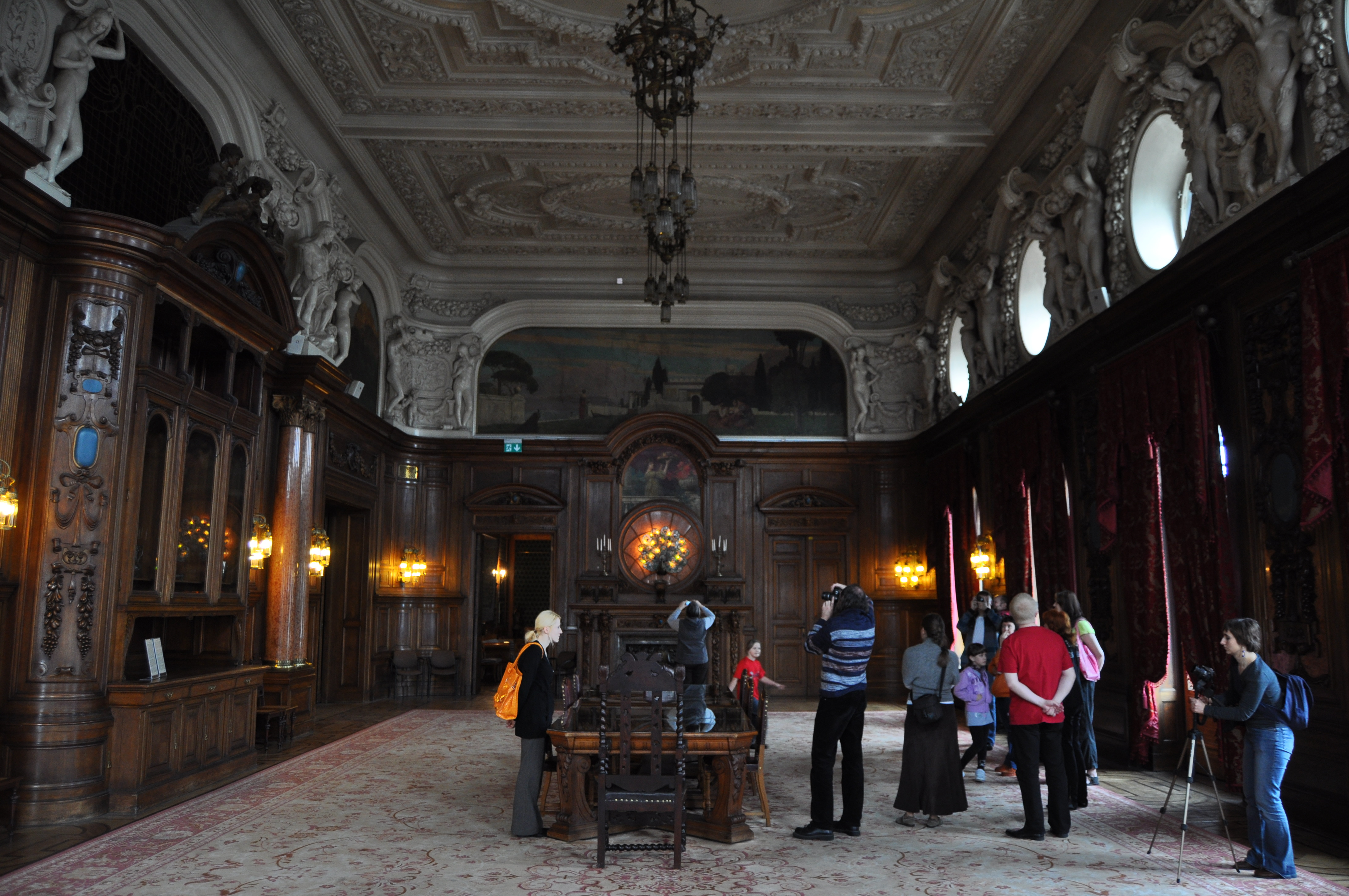
Interior
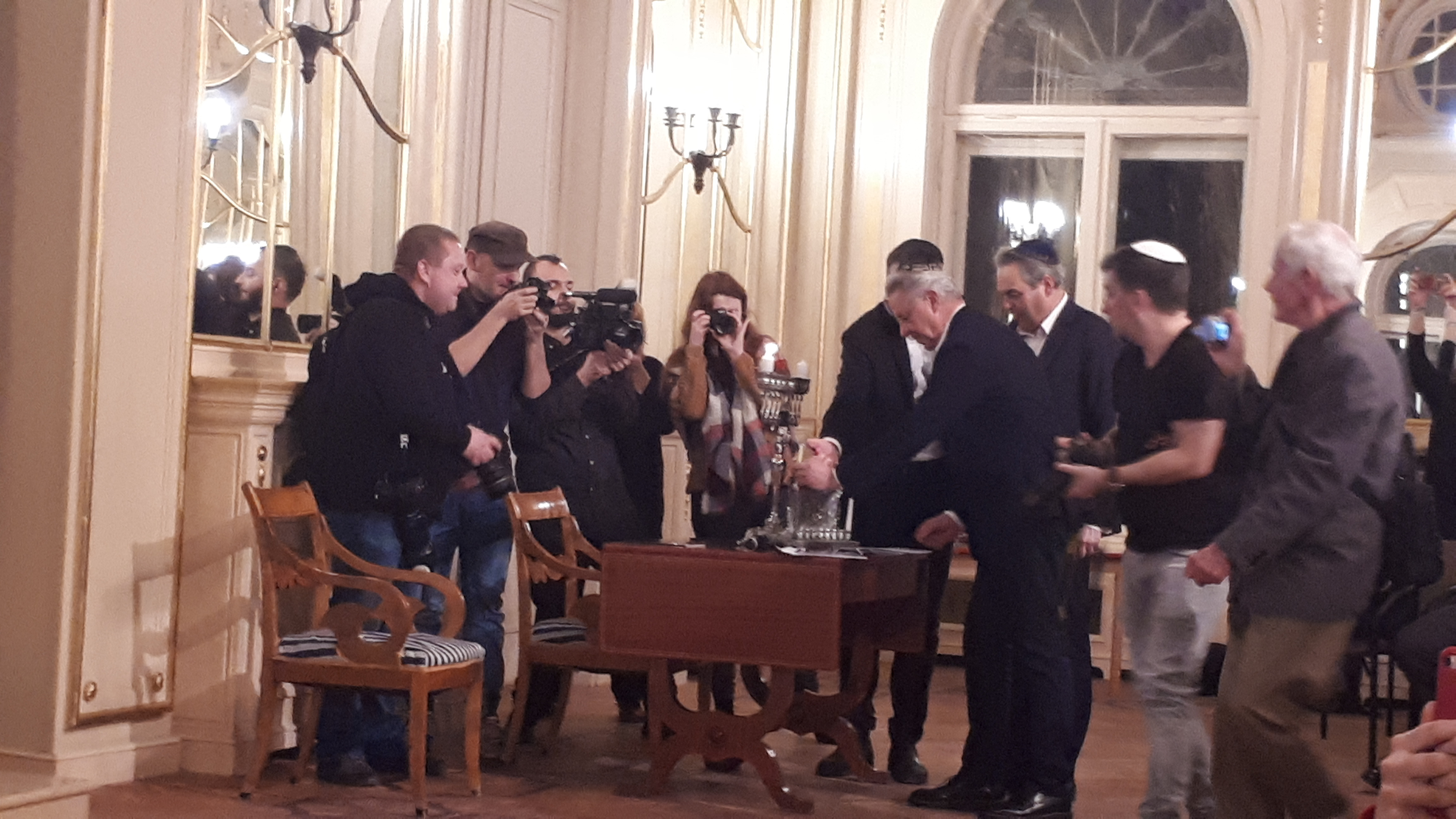
Ceremonia de encendido de velas de Hanukkah en el Palacio Izrael Poznański por el rabino Dawid Szychowski